# NBC Sports
NBC Sports je odjeljenje američke televizijske mreže NBC, u vlasništvu NBC Universala, zadužena za športske prijenose. Kanal je prije radio kao "servis NBC Newsa", a emitira različite športske događaje, iuzmeđu ostalih i Olimpijske igre, NFL (američki nogomet), NASCAR (automobilske utrke), NHL (hokej na ledu), Notre Dame nogomet (američki nogomet), PGA (golf), IndyCar (automobilske utrke), Premier ligu (nogomet) i Triple Crown (konjske utrke). S Comcastovom kupovinom NBCUniversala, njihove kabelske postaje spojile su se s NBC Sports u podružnicu zvanu NBC Sports Group.

## Vanjske poveznice
- Službena stranica
- NBCOlympics.com
- NBCSportsGroupPressBox.com